# Eruvin
Eruvin (en hebreo: ערובין) es el segundo tratado del orden Moed de la Mishná, el tratado habla de los diversos tipos de eruv. Eruvin tiene diez capítulos. La versión del Talmud de Babilonia tiene 104 páginas y la versión del Talmud de Jerusalén tiene 65 páginas.

## Tipos de Eruv

### Eruv chatzerot
Un eruv chazterot (en hebreo: עירוב חצרות) es un recinto ritual que permite a los residentes o visitantes judíos llevar ciertos objetos fuera de sus propios hogares durante el Shabat y el Yom Kipur (el Día del Perdón). Un eruv logra esto mediante la integración de una serie de propiedades privadas y públicas en un dominio privado más grande, reduciendo así la restricción sobre el transporte de objetos fuera del hogar durante el Shabat y los días festivos. El eruv permite a los judíos religiosos, entre otras cosas, llevar consigo las llaves de sus casas, pañuelos, medicinas, bastones y coches de niño. La presencia o la ausencia de un eruv afecta a la vida de las personas con movilidad limitada y a los responsables del cuidado de los bebés y los niños pequeños.

### Eruv techumin
Un eruv techumin (en hebreo: עירוב תחומין) permite a un judío ortodoxo viajar durante el Shabat y los días festivos. El judío prepara la comida antes del Shabat, o antes de cualquier día festivo en el que planea viajar más lejos de lo que normalmente se permite en esos días. El judaísmo ortodoxo prohíbe el transporte motorizado en Shabat, aunque la presencia de un eruv permite algunas formas de transporte no motorizado, así como el uso de coches de niño y sillas de ruedas.

### Eruv tavshilin
Un eruv tavshilin (en hebreo: עירוב תבשילין) se hace en la casa en la víspera de un día festivo que tiene lugar antes del Shabat. Se hace tomando un artículo cocinado y un artículo horneado, y colocándolos juntos. Es común usar un pedazo de huevo, pescado o carne cocidos como el producto cocido y un pedazo de pan o de matzá como el producto horneado. Hacerlo es necesario, porque aunque se permite cocinar y prender fuego durante los días festivos (a diferencia del Shabat y el Yom Kippur, cuando estas actividades están prohibidas), estas actividades se permiten sólo durante los días festivos, y no al día siguiente. Este tipo de eruv requiere comenzar los preparativos para el Shabat, antes de que comience el día festivo. Los alimentos del eruv se comen normalmente durante el día de Shabat, que tiene lugar después del día festivo.